# Paurota florydzka
Paurota florydzka (Acoelorraphe wrightii) – gatunek roślin z rodziny arekowatych pochodzący z Ameryki Środkowej. Przedstawiciel monotypowego rodzaju paurota Acoelorraphe. Palmy te występują na terenie Meksyku, Bahamów, Karaibów oraz na południowych krańcach Florydy, gdzie rosną na terenach bagiennych. Palmy występujące niegdyś powszechnie na Florydzie w stanie dzikim, były w takiej skali pozyskiwane do uprawy, że nieliczne zachowane populacje objęte zostały ochroną prawa stanowego.

## Morfologia
Palmy te osiągają do 7 metrów wysokości, rzadko 9 m. Liście palmy są dłoniasto podzielone i ich długość wynosi 1-1,2 metra. Owoce wielkości grochu początkowo są pomarańczowe, w miarę dojrzewania czarnieją.